# Giulio Paolini
Pour les articles homonymes, voir Paolini.
Giulio Paolini, né en 1940 à Gênes en Italie, est un sculpteur et un peintre italien.

## Biographie
Giulio Paolini naît le 5 novembre 1940 à Gênes en Italie,.
Après une enfance passée à Bergame, sa famille décide de s’installer à Turin en 1952, où il vit toujours. Il y développe un intérêt grandissant pour l’art et effectue ses études à la Giambattista Bodoni State Industrial Technical School of Graphics and Photography dont il sort diplômé en 1959.

## Œuvres
Giulio Paolini est un artiste italien dont l’œuvre a souvent été rattachée au mouvement de l’Arte Povera alors que ses préoccupations l’inscrivent davantage dans la sphère conceptuelle. Son travail a bénéficié de nombreuses expositions en Europe et dans le monde, comme au Stedelijk Museum d’Amsterdam en 1980, au Castello di Rivoli en 1986, au Kunst Museum de Winterthur en 2005 ainsi qu’à New York (MoMA, 1985) ou Los Angeles (MOCA, 1995).
À partir de 1962 et plus particulièrement dans sa première exposition personnelle en 1964 à la Galleria la Salita de Rome, il développe une série d'œuvres interrogeant la place du tableau dans l'espace : ses toiles nues ou encastrées les unes dans les autres présentent le « tableau comme image de lui-même ». Et à partir de 1965, Paolini recourt à la photographie, tout autant pour son objectivité que pour la temporalité qu’elle introduit au sein de l’œuvre. Diaframma 8 ou Delfo (toutes deux de 1965), par exemple, mettent en scène l’artiste transportant une peinture dans la rue ou se cachant derrière un châssis.
Au cours des années 1970, il multiplie les références à l’Antiquité classique en mêlant techniques traditionnelles et formats contemporains (installations, performances, mobilier, collages,…). Le double, la copie et le fragment deviennent chez lui des figures de plus en plus récurrentes, comme en témoignent Early Dynastic (1971), Mimesi (1975-1976), où deux plâtres de Vénus identiques se font face et révèlent l'ambiguïté de la copie) ou encore Lo Sguardo della Medusa (1980) qui présente les fragments dispersés d'un buste brisé accompagné d'un schéma, témoignant de son intérêt profond pour la phénoménologie de la perception. À partir d’Exposition universelle (1994-1997) et jusqu’aux années 2000, Paolini axe davantage sa réflexion sur le concept d’exposition et la relation entre le spectateur et l’œuvre dans des installations de plus en plus complexes, et souvent in situ, entre économie minimaliste et aspirations philosophiques héritées de l’Antiquité.
Puis en 1970, il participe à sa première Biennale de Venise avec l’œuvre Elegia. À partir de 1975, il travaille sur le thème du double et de la copie, avec Mimesi, et continue à exposer son travail régulièrement. Il est à la galerie Paul Maenz à Cologne en 1971, à la Galerie Sonnabend à New York en 1972, chez Yvon Lambert à Paris en 1976 et à la Lisson Gallery de Londres en 1977.
Les années 1980 sont pleines de rétrospectives et monographies, caractérisées par des mises en scène articulées dans l’espace, d’inspiration théâtrale, comme La Caduta di Icaro de 1982 et Melanconia ermetica de 1983.
Dès 1987, la réflexion de Paolini s’étend à « l’acte même d’exposer ». Cela signifie que exposer devient « l’œuvre qui comprend les œuvres », et pendant toutes les années 1990 les expositions de l’artiste deviennent de plus en plus complexes, guidées par de multiples critères, et plongeant le spectateur dans un état de suspension et d’attente pérenne.
Au cours des années 2000, Paolini introduit le thème de l’identité de l’artiste et de sa relation avec les œuvres et la création. En employant un vaste répertoire de techniques, l’artiste continue même de nos jours l’édification d’une grande méditation sur l’art et sur son temps en dehors du temps.
- Disegno geometrico, toile exposée en 1961 au XIIe prix Lissone à Turin[4]
- Jeune Homme qui regarde Lorenzo Lotto (1967)[4],[5]
- Apoteosi di Omero (1970-71)[5]
- Mimesi (1975)[5]
- De pictura (1979)[5]
- Ritratto dell'artista come modello (1980)[5]
- Cariatidi (1980)[5]
- Contemplator enim (1991)[5]
- Martirio di san Sebastiano (2002)[5]
- Hierapolis[6]
- Rovine romane[6]

## Publication
- Voix off[3]
- Œuvres complètes, Yvon Lambert, Paris (avec Jean-Claude Lebensztejn)[7]

## Expositions
- 1964, La Salita, Rome[2]
- 1976, 1996, Yvon Lambert, Paris[2]
- 1983, Exposition collective, « Best Of »[8], Le Consortium, Dijon
- 2006, Marian Goodman, Paris[2]
- En 2009 le musée de la Révolution française organise l'exposition temporaire Vingt ans après le bicentenaire de la Révolution en Dauphiné vu par quatre artistes dont Giulio Paolini.